# Kanton Quillebeuf-sur-Seine
Kanton Quillebeuf-sur-Seine (fr. Canton de Quillebeuf-sur-Seine) je francouzský kanton v departementu Eure v regionu Horní Normandie. Skládá se z 14 obcí.

## Obce kantonu
- Aizier
- Bouquelon
- Bourneville
- Marais-Vernier
- Quillebeuf-sur-Seine
- Saint-Aubin-sur-Quillebeuf
- Sainte-Croix-sur-Aizier
- Sainte-Opportune-la-Mare
- Saint-Ouen-des-Champs
- Saint-Samson-de-la-Roque
- Saint-Thurien
- Tocqueville
- Trouville-la-Haule
- Vieux-Port